# Mākū Kandī
Mākū Kandī (persiska: ماکوکَندی, ماکوکندی) är en ort i Iran.   Den ligger i provinsen Västazarbaijan, i den nordvästra delen av landet, 600 km väster om huvudstaden Teheran. Mākū Kandī ligger 1 329 meter över havet och antalet invånare är 593.
Terrängen runt Mākū Kandī är kuperad åt sydväst, men åt nordost är den platt.Runt Mākū Kandī är det ganska tätbefolkat, med 185 invånare per kvadratkilometer. Närmaste större samhälle är Nūshīn Shar, 9,8 km söder om Mākū Kandī. Trakten runt Mākū Kandī består i huvudsak av gräsmarker.